# Gélinotte (cheval)
Gélinotte (1950-1970) est un cheval de course participant aux courses de trot, né dans le haras de Paul et Simone Karle, à Croissanville, dans le Calvados. Surnommée « la Madone des sleepings », sa popularité fut incomparable dans la France des années 1950.

## Carrière
Gélinotte est d'abord entraînée par Marcel Perlbarg, avant d'être confiée à l'illustre Charley Mills, qui l'entraîne et la mène en courses. D'origine irlandaise, ce personnage haut en couleur, installé en Allemagne, s'était fait connaître en gagnant le Prix d'Amérique en 1934 avec Walter Dear, un cheval américain — une première. Son centre d'entraînement et ses chevaux ayant été pillés par les Russes pendant la guerre, il s'établit en France en 1945 et révolutionne les méthodes d'entraînement des trotteurs. Il devient « le sorcier de Chamant », du nom du lieu où il installe son nouveau centre d'entraînement. Sous ses ordres, Gélinotte se fait un nom, figurant parmi les meilleurs de sa génération, malgré un échec dans le Critérium des 3 ans. En 1954, elle fait son premier déplacement à l'étranger, à Milan, où elle s'impose, puis enchaîne les victoires en France, dont le Critérium des 4 ans, et termine deuxième de Fortunato II pour sa première participation au Prix d'Amérique.
La suite de sa carrière se résume à une litanie de victoires aux quatre coins de l'Europe. Son aptitude au voyage lui vaut un surnom, « la Madone des sleepings », et une popularité inédite pour un cheval, dans une France qui venait de se trouver une nouvelle passion, le tiercé, inventé en 1954. Gélinotte court en Italie, en Suède, en Allemagne, au Danemark, aux Pays-Bas et en Autriche. Ses multiples victoires lui permettent de remporter deux fois le challenge du Grand Circuit européen, en 1956 et 1957. Elle est la première à enlever le grand chelem européen (Prix d'Amérique - Elitloppet - Grand Prix de la Loterie), et de retour en France pour l'hiver, remporte pour la première fois la triple couronne française (Prix d'Amérique-Prix de France - Prix de Paris), deux fois d'affilée. Elle gagne deux Prix de France et trois Prix de Paris. Sa carrière s'achève au début de l'année 1958, après un meeting d'hiver au cours duquel elle aura croisé la route, pour une seule et unique fois, du crack Jamin. Elle s'en va avec près d'un million de francs de gains, une somme colossale, et un record d'Europe, en 1'16"5, établi à Hambourg.
Elle meurt le 26 mars 1970 d'une hémorragie à la suite d'un poulinage.

### Palmarès

#### Principales victoires
Europe
- Grand Circuit européen (1956, 1957)

 France
- Prix d'Amérique (1956, 1957)
- Prix de France (1956, 1957)
- Prix de Paris (1955, 1956, 1957)
- Critérium des 4 ans (1954)
- Critérium continental (1954)
- Prix de l'Étoile (1954)
- Prix de Sélection (1955, 1956)

 Italie
- Grand Prix de la Loterie (1956)
- Grand Prix des Nations (1954)
- Grand Prix de la Foire de Milan (1954)
- Prix Ghirlandina

 Suède
- Elitloppet (1956, 1957)
- Åby Stora Pris (1956, 1957)

 Allemagne
- Elite-Rennen (1956)
- Prix des Meilleurs (1957)
- Grand Prix d'Allemagne (1957)

 Danemark
- Copenhague Cup (1957)

 Autriche
- Graf Kalman Hunyady Gedenkrennen (1957)

#### Principaux accessits
France
- 2e Prix d'Amérique (1955)

 Pays-Bas
- 2e Grand Prix des Pays-Bas (1957)

## Au haras
Devenue poulinière, Gélinotte s'affirme comme une excellente génitrice, donnant plusieurs éléments de valeur. Le plus important d'entre eux se nomme Ura, étalon très influent à qui l'on doit des champions tels que Lurabo, Reine du Corta, Iris de Vandel, Noble Atout et aussi Greyhound, le père d'Ourasi. Gélinotte meurt en 1970, en mettant bas un poulain par le grand Fandango. Elle fut enterrée dans son haras à Croissanville. Une course de groupe II, le Prix Gélinotte, lui rend hommage chaque année à Vincennes.

## Origines
Son père, Kairos, fut un brillant compétiteur et un étalon très influent. Il transmit les qualités de sa naissance royale, puisqu'il était fils de l'Américain The Great McKinney et de la grande championne Uranie, triple lauréate du Prix d'Amérique. Il fut le père notamment du champion Hairos II (Prix d'Amérique, International Trot) et de Jalna IV, la génitrice de la grande Roquépine. Quant à la mère de Gélinotte, elle se recommande d'un autre vainqueur classique avec Chardonneret, lauréat d'un Prix du Président de la République.
| Origines de Gélinotte | Origines de Gélinotte | Origines de Gélinotte | Origines de Gélinotte |
| --------------------- | --------------------- | --------------------- | --------------------- |
| Père Kairos           | The Great Mc Kinney   | Arion Mc Kinney       | Mc Kinney             |
| Père Kairos           | The Great Mc Kinney   | Arion Mc Kinney       | Salamis               |
| Père Kairos           | The Great Mc Kinney   | Virginia Dangler      | Peter the Great       |
| Père Kairos           | The Great Mc Kinney   | Virginia Dangler      | Gracie Bingen         |
| Père Kairos           | Uranie                | Intermède             | Bémécourt             |
| Père Kairos           | Uranie                | Intermède             | Belle Poule           |
| Père Kairos           | Uranie                | Pastourelle           | Gladiateur            |
| Père Kairos           | Uranie                | Pastourelle           | Joujou                |
| Mère Rhyticère        | Fidélius              | Intermède             | Bémécourt             |
| Mère Rhyticère        | Fidélius              | Intermède             | Belle Poule           |
| Mère Rhyticère        | Fidélius              | Quand Elle Veut       | King of Hunaudières   |
| Mère Rhyticère        | Fidélius              | Quand Elle Veut       | Hirie                 |
| Mère Rhyticère        | Fragilité             | Tippoo Sahib          | Dakota                |
| Mère Rhyticère        | Fragilité             | Tippoo Sahib          | Jeanne d'Arc B        |
| Mère Rhyticère        | Fragilité             | Henrietta C           | Constenaro            |
| Mère Rhyticère        | Fragilité             | Henrietta C           | Nancy J Farrelly      |